# Purling Brook Falls
Purling Brook Falls – wodospad położony w Australii (Queensland), w parku narodowym Springbrook, na rzece Purling Brook, wysokości 109 metrów.